# Inger Helene Nybråten
Inger Helene Nybråten (Fagernes, 8 de diciembre de 1960) es una deportista noruega que compitió en esquí de fondo. 
Participó en cuatro Juegos Olímpicos de Invierno, entre los años 1984 y 1994, obteniendo en total tres medallasen la prueba de relevo: oro en 1984 (junto con Anne Jahren, Brit Pettersen y Berit Aunli), plata en 1992 (con Solveig Pedersen, Trude Dybendahl y Elin Nilsen) y plata en Lillehammer 1994, en la prueba de relevo (con Trude Dybendahl, Elin Nilsen y Anita Moen).
Ganó seis medallas en el Campeonato Mundial de Esquí Nórdico entre los años 1982 y 1995.

## Palmarés internacional
| Juegos Olímpicos   | Juegos Olímpicos       | Juegos Olímpicos  | Juegos Olímpicos |
| Año                | Lugar                  | Medalla           | Prueba           |
| ------------------ | ---------------------- | ----------------- | ---------------- |
| 1984               | Sarajevo (Yugoslavia)  | Medalla de oro    | Relevo 4 × 5 km  |
| 1992               | Albertville (Francia)  | Medalla de plata  | Relevo 4 × 5 km  |
| 1994               | Lillehammer (Noruega)  | Medalla de plata  | Relevo 4 × 5 km  |
| Campeonato Mundial |                        |                   |                  |
| Año                | Lugar                  | Medalla           | Prueba           |
| 1982               | Oslo (Noruega)         | Medalla de oro    | Relevo 4 × 5 km  |
| 1989               | Lahti (Finlandia)      | Medalla de bronce | Relevo 4 × 5 km  |
| 1991               | Val di Fiemme (Italia) | Medalla de bronce | Relevo 4 × 5 km  |
| 1993               | Falun (Suecia)         | Medalla de bronce | Relevo 4 × 5 km  |
| 1995               | Thunder Bay (Canadá)   | Medalla de plata  | Relevo 4 × 5 km  |
| 1995               | Thunder Bay (Canadá)   | Medalla de bronce | 15 km            |